# Sérsekszőlős, Somogy
Sérsekszőlős  este un sat în districtul Tab, județul Somogy, Ungaria, având o populație de 157 de locuitori (2011). 

## Demografie
Componența etnică a satului Sérsekszőlős
     Maghiari (97,14%)
     Germani (2,86%)
Componența confesională a satului Sérsekszőlős
     Romano-catolici (56,05%)
     Luterani (5,73%)
     Fără religie (5,73%)
     Reformați (3,18%)
     Atei (1,91%)
     Necunoscută (27,39%)
Conform recensământului din 2011, satul Sérsekszőlős avea 157 de locuitori. Din punct de vedere etnic, majoritatea locuitorilor (97,14%) erau maghiari, cu o minoritate de germani (2,86%).  Din punct de vedere confesional, majoritatea locuitorilor (56,05%) erau romano-catolici, existând și minorități de persoane fără religie (5,73%), luterani (5,73%), reformați (3,18%) și atei (1,91%). Pentru 27,39% din locuitori nu este cunoscută apartenența confesională.